# Кајаве
Кајаве (фр. Caillavet) насеље је и општина у јужној Француској у региону Миди Пирене, у департману Жерс која припада префектури Ош.
По подацима из 2011. године у општини је живело 186 становника, а густина насељености је износила 12,76 становника/km². Општина се простире на површини од 14,58 km². Налази се на средњој надморској висини од 175 метара (максималној 225 m, а минималној 110 m).

## Демографија
| 1962. | 1968. | 1975. | 1982. | 1990. | 1999. | 2011. |
| ----- | ----- | ----- | ----- | ----- | ----- | ----- |
| 164   | 194   | 159   | 188   | 179   | 164   | 186   |

График промене броја становника у току последњих година